# 錫拉丘茲 (密蘇里州)
錫拉丘茲（英語：Syracuse）是位於美國密蘇里州摩根縣的城市。

## 人口
根據2020年美國人口普查的數據，錫拉丘茲的面積為0.97平方千米，皆為陸地。當地共有人口151人，而人口密度為每平方千米156人。